# Троїцький (Оренбурзький міський округ)
Тро́їцький (рос. Троїцький) — селище у складі Оренбурзького міського округу Оренбурзької області, Росія.

## Населення
Населення — 280 осіб (2010; 311 у 2002).
Національний склад (станом на 2002 рік):
- росіяни — 59 %
- казахи — 32 %